# Matt Lutz
Pour les articles homonymes, voir Lutz.
Matt Lutz est un acteur américain, né le 15 octobre 1978  à Anderson, (Indiana, États-Unis).

## Filmographie
- 2000 : Hemingway's Ghost : Salesman
- 2001 : Amy et Isabelle (Amy & Isabelle) (TV) : Paul Bellows
- 2002 : Le Temps d'un automne (A Walk to Remember) : Clay Gephardt
- 2003 : Bronx à Bel Air (Bringing Down the House) : Aaron
- 2004 : Murder Without Conviction (TV) : Gene Wirth
- 2005 : McBride: The Chameleon Murder (TV) : Phil Newberry
- 2005 : McBride: Murder Past Midnight (TV) : Phil Newberry
- 2005 : McBride: It's Murder, Madam (TV) : Phil Newberry
- 2005 : McBride: The Doctor Is Out, Really Out (TV) : Phil Newberry
- 2005 : McBride: Tune in for Murder (TV) : Phil Newberry
- 2005 : McBride: Anybody Here Murder Marty? (TV) : Phil Newberry
- 2006 : McBride: Dogged (TV) : Phil Newberry
- 2006 : End of the Spear : Pete Fleming
- 2006 : McBride: Fallen Idol (TV) : Phil Newberry